# 客邮列表
客邮（英語：Post services abroad）是19世纪末至20世纪初，欧洲列强在海外设立的邮政办事处，又称为外国邮局。大多数的客邮设立在中东和远东地区，它们的目的是在与本国没有邮政往来的地区，为本国国民提供可靠的邮政服务；然而，一些外国邮局也被怀疑抢占所在国邮局的邮递服务。

## 外国邮局列表
| - 意大利（奥地利占领），1918年 - 伦巴第和威尼斯，1850年－1866年 - 蒙特内哥罗（奥地利占领），1917年 - 罗马尼亚（奥地利占领），1917年－1918年 - 塞尔维亚（奥地利占领），1916年 - 奥匈帝国驻华邮局，1904年－1919年 - 克里特（奥匈帝国邮政），1903年－1914年 - 奥匈帝国驻奥斯曼帝国邮局，1867年－1915年 - 奥匈帝国军事邮政，1915年－1918年 - 巴勒斯坦（奥地利邮局），1854年－1914年 - 奥伊彭和马尔默迪（比利时占领），1920年 - 德属东非（比利时占领），1916年－1918年 - 德国（比利时占领），1919年－1920年 主条目：英国客邮 - 巴格达（英国占领），1917年 - 巴统（英国占领），1919年－1920年 - 喀麦隆（英国占领），1915年 - 中国（英国铁路管理），1901年 - 克里特（英国邮局），1898年－1899年 - 埃及（英军），1932年－1943年 - 厄立特里亚（英国管理），1950年－1952年 - 厄立特里亚（英国军管），1948年－1950年 - 德属东非（英国占领），1917年 - 伊拉克（英国占领），1918年－1923年 - 日本（英联邦占领），1946年－1949年 - 日本（英国邮局），1859年－1879年 - 长岛（英国占领），1916年 - 马达加斯加（英国领事邮件），1884年－1895年 - 马菲亚岛（英国占领），1915年－1916年 - 马来亚（英国军管），1945年－1948年 - 北婆罗洲（英国军管），1945年 - 塞萨洛尼基（英国军事邮局），1916年 - 砂拉越（英国军管），1945年 - 索马里（英国管理），1950年 - 索马里（英国军管），1948年－1950年 - 丹吉尔，1927年－1957年 - 的黎波里塔尼亚（英国管理），1950年－1952年 - 的黎波里塔尼亚（英国军管），1948年－1950年 - 曼谷（英国邮局），1882年－1885年 - 英国驻非洲邮局，不同时期 - 中国（英国邮局），1917年－1930年 - 摩洛哥邮政代理，1898年－1957年 - 英国驻奥斯曼帝国邮局，1885年－1923年 - 英国驻东阿拉伯邮政代理，1948年－1966年 - 英国东非部队，1943年－1948年 - 英国中东部队，1942年－1947年 - 布什尔（英国占领），1915年 - 大清西藏邮局，1911年－1912年 - 加沙（埃及占领），1948年－1967年 - 雅法（埃及邮局），1870年－1872年 - 奧洛涅茨（芬兰占领），1919年 - 东卡累利阿（芬兰占领），1941年－1944年 主条目：法国客邮 - 亚历山大港（法国邮局），1899年－1931年 - 安道尔（法国办事处），1931年－ - 阿拉德（法国占领），1919年 - 贝鲁特（法国邮局），1905年 - 卡斯特洛里佐（法国占领），1920年－1921年 - 奇里乞亚（法国占领），1918年－1921年 - 泽泽阿加赫（法国邮局），1893年－1914年 - 埃塞俄比亚（法国邮局），1906年－1908年 - 日本（法国邮局），1865年－1880年 - 卡瓦拉（法国邮局），1893年－1914年 - 克莱佩达，1923年 - 科尔察，1917年－1919年 - 马达加斯加（法国邮局），1885年－1896年 - 马哈赞加（法国邮局），1895年 - 梅默尔（法国管理），1920年－1923年 - 摩洛哥（法国邮局），1862年－1914年 - 拉哥斯（法国邮局），1893年－1898年 - 塞德港（法国邮局），1899年－1931年 - 叙利亚（法国占领），1919年－1924年 - 丹吉尔（法国邮局），1918年－1942年 - 天津（法国邮局），1903年－1922年 - 瓦西（法国邮局），1893年－1914年 - 萨尔（法国管理），1920年－1935年 - 中国（法国邮局），1894年－1922年 - 克里特（法国邮局），1902年－1913年 - 埃及（法国邮局），1899年－1931年 - 桑给巴尔（法国邮局），1889年－1904年 - 法国驻奥斯曼帝国邮局，1885年－1923年 - 累范特，1942年－1946年 - 巴勒斯坦（法国邮局），1854年－1914年 主条目：德国客邮 - 德国第九军邮政，1918年 - 阿尔巴尼亚（德国占领），1943年－1944年 - 阿尔萨斯-洛林（德国占领），1870年－1871年 - 阿尔萨斯（德国占领），1940年－1941年 - 比利时（德国占领），1914年－1918年 - 达尔马提亚（德国占领），1943年－1945年 - 多尔帕特（德国占领），1918年 - 爱沙尼亚（德国占领），1941年 - 莱巴赫（德国占领），1943年－1945年 - 拉脱维亚（德国占领），1941年 - 立陶宛（德国占领），1941年 - 洛林（德国占领），1940年－1941年 - 卢森堡（德国占领），1940年－1944年 - 马其顿（德国占领），1944年 - 蒙特内哥罗（德国占领），1943年－1945年 - 奥斯兰（德国占领），1941年－1945年 - 波兰（德国占领，第一次世界大战），1915年－1918年 - 波兰（德国占领，第二次世界大战），1939年－1945年 - 罗马尼亚（德国占领），1917年－1918年 - 塞尔维亚（德国占领），1941年－1944年 - 乌克兰（德国占领），1941年－1944年 - 桑特（德国占领），1943年－1945年 - 桑给巴尔（德国邮政代理），1890年－1891年 - 德国（德国邮局），1886年－1917年 - 摩洛哥（德国邮局），1899年－1917年 - 德国驻奥斯曼帝国邮局，1884年－1914年 - 德国占领军（第一次世界大战），1914年－1918年 - 德国占领军（第二次世界大战），1939年－1945年 - 东方司令部，1916年－1918年 - 西方司令部，1916年－1918年 - 巴勒斯坦（德国邮局），1898年－1914年 - 巴登（法国占领区），1947年－1949年 - 柏林-布兰登堡（俄罗斯占领区），1945年 - 梅克伦堡-前波莫瑞（俄罗斯占领区），1945年－1946年 - 北西萨克森（俄罗斯占领区），1945年－1946年 - 萨克森（俄罗斯占领区），1945年－1946年 - 南东萨克森（俄罗斯占领区），1945年－1946年 - 图林根（俄罗斯占领区），1945年－1946年 - 符腾堡（法国占领区），1947年－1949年 - 美国、英国和俄罗斯占领区，1946年－1948年 - 英美占领区（民政府），1948年－1949年 - 英美占领区（军政府），1945年－1946年 - 法国占领区（一般发行），1945年－1946年 - 莱茵兰-巴拉丁（法国占领区），1947年－1949年 - 俄罗斯占领区（一般发行），1948年－1949年 - 萨尔（法国占领区），1945年－1947年 - 希腊驻奥斯曼帝国邮局，1861年－1881年 - 阿尔巴尼亚（希腊占领），1940年－1941年 - 卡瓦拉（希腊占领），1913年 - 希俄斯（希腊占领），1913年 - 利姆诺斯（希腊占领），1912年－1913年 - 莱斯博斯（希腊占领），1912年－1913年 - 十二群岛（希腊占领），1947年 | - 加沙（印度联合国维和部队），1965年 - 印度支那（印度部队），1954年－1968年 - 朝韩（印度监督部队），1953年 - 摩苏尔（印度部队），1919年 - 刚果（印度联合国维和部队），1962年 - 中国探险部队，1900年－1923年 - 印度探险部队，1914年－1922年 - 广东（印度支那邮局），1901年－1922年 - 中国（印度支那邮局），1900年－1922年 - 海口（印度支那邮局），1902年－1922年 - 广州，1898年－1943年 - 蒙自（印度支那邮局），1903年－1922年 - 北海（印度支那邮局），1903年－1922年 - 重庆（印度支那邮局），1903年－1922年 - 云南府（印度支那邮局），1903年－1922年 - 戈兰高地（以色列邮局），1967年－ - 西奈半岛（以色列邮局），1967年－1982年 - 西岸和加沙地区（以色列邮局），1967年－ - 阿尔巴尼亚（意大利占领），1939年－1943年 - 班加西（意大利邮局），1901年－1912年 - 克茀洛尼亚和伊萨卡（意大利占领），1941年 - 君士坦丁堡（意大利邮局），1908年－1923年 - 科孚和帕克索斯（意大利占领），1941年 - 科孚（意大利占领），1923年 - 达尔马提亚（意大利占领），1919年－1923年 - 都拉斯（意大利邮局），1902年－1916年 - 埃塞俄比亚（意大利占领），1936年 - 约阿尼纳 （意大利邮局），1909年－1911年 - 干尼亚（意大利邮局），1900年－1912年 - 卢布尔雅那（意大利占领），1941年 - 蒙特尼哥罗（意大利占领），1941年－1943年 - 北京（意大利邮局），1917年－1922年 - 萨洛尼卡（意大利邮局），1909年－1911年 - 萨赞（意大利占领），1923年 - 斯库台（意大利邮局），1909年－1915年 - 斯米尔内（意大利邮局），1909年－1911年 - 天津（意大利邮局），1917年－1922年 - 特伦托（意大利占领），1918年－1919年 - 的黎波里（意大利邮局），1909年－1912年 - 发罗拉（意大利邮局），1909年－1916年 - 威尼西亚-朱利亚（意大利占领），1918年－1919年 - 阜姆和库帕区，1941年－1942年 - 爱奥尼亚群岛（意大利占领），1941年－1943年 - 意大利驻非洲邮局 - 意大利驻华邮局 - 意大利驻克里特邮局 - 意大利驻埃及邮局 - 意大利驻奥斯曼帝国邮局，1873年－1923年 - 巴勒斯坦（意大利邮局），1908年－1914年 - 文莱（日本占领），1942年－1945年 - 缅甸（日本占领），1942年－1945年 - 华中（日本占领），1941年－1944年 - 河南（日本占领），1941年 - 香港（日本占领），1945年 - 河北（日本占领），1941年 - 内蒙古（日本占领），1941年－1943年 - 台湾（日本占领），1945年 - 爪哇（日本占领），1943年－1945年 - 吉兰丹（日本占领），1942年－1945年 - 朝鲜（日本邮局），1900年－1901年 - 广东（日本占领），1942年－1945年 - 马来亚（日本占领），1942年－1945年 - 满洲国，1932年－1945年 - 蒙疆（日本占领），1942年－1945年 - 南京和上海（日本占领），1941年－1945年 - 北婆罗洲（日本占领），1942年－1945年 - 华北（日本占领），1942年－1945年 - 砂拉越（日本占领），1942年－1945年 - 山西（日本占领），1941年 - 山东（日本占领），1941年 - 华南（日本占领），1942年 - 苏门答腊（日本占领），1943年－1945年 - 苏北（日本占领），1941年 - 中国日据时期，1941年－1942年 - 菲律宾（日本占领），1942年－1945年 - 日本驻华邮局（日本邮局），1900年－1922年 - 大日本帝国海军民政府，1942年－1943年 - 巴勒斯坦（约旦占领），1948年－1967年 - 南韩（北韩占领），1950年 - 中立陶宛（波兰占领），1920年－1922年 - 君士坦丁堡（波兰邮局），1919年－1921年 - 但泽（波兰邮局），1924年－1939年 - 波兰驻奥斯曼帝国邮局 - 波兰驻俄罗斯军队，1942年 - 波兰驻俄罗斯军团，1918年 - 波兰流亡政府，1941年－1945年 - 巴纳特-巴奇卡（罗马尼亚占领），1919年－1920年 - 君士坦丁堡（罗马尼亚邮局），1896年－1919年 - 德布勒森（罗马尼亚占领），1919年－1920年 - 匈牙利（罗马尼亚占领），1919年－1920年 - 蒂米什瓦拉（罗马尼亚占领），1919年 - 特兰西瓦尼亚（罗马尼亚占领），1919年 - 罗马尼亚驻奥斯曼帝国邮局，1896年－1919年 主条目：俄罗斯客邮 - 巴勒斯坦（俄罗斯邮局），1868年－1914年 - 贝鲁特（俄罗斯邮局），1879年－1910年 - 君士坦丁堡（俄罗斯邮局），1909年－1910年 - 吉雷松（俄罗斯邮局），1909年－1910年 - 阿索斯山（俄罗斯邮局），1909年－1914年 - 米蒂利尼（俄罗斯邮局），1909年－1914年 - 北韩（俄罗斯占领），1946年－1948年 - 里泽（俄罗斯邮局），1909年－1910年 - 萨洛尼卡（俄罗斯邮局），1909年－1914年 - 士麦那（俄罗斯邮局），1909年－1910年 - 南立陶宛（俄罗斯占领），1919年 - 特拉布宗（俄罗斯邮局），1909年－1910年 - 达达尼尔海峡（俄罗斯邮局），1909年－1910年 - 中国（俄罗斯邮局），1899年－1920年 - 克里特（俄罗斯邮局），1899年 - 俄罗斯驻奥斯曼帝国邮局，1863年－1914年 - 巴兰尼亚（塞尔维亚占领），1919年 - 匈牙利（塞尔维亚占领），1919年 - 蒂米什瓦拉（塞尔维亚占领），1919年 - 安道尔（西班牙办事处），1928年－ - 摩洛哥（西班牙邮局），1903年－1914年 - 丹吉尔（西班牙邮局），1921年－1957年 - 得土安（西班牙邮局），1908年－1909年 - 马来亚（泰国占领），1943年－1945年 - 多哥（英法占领），1914年－1919年 - 色萨利（土耳其占领），1898年 - 关岛（美国管理），1899年－1901年 - 日本，1867年－1874年 - 上海（美国邮政代理），1919年－1922年 - 菲律宾（美国管理），1899年－1945年 |

## 脚注
1. ↑  . 《广东之最》第三辑. 广东省人民政府地方志办公室.   [2013-06-12]. （原始内容存档于2018-12-18） （中文（简体））. 这些“客邮”局在中国领土上行使他们本国的邮政章程，贴用他们的邮票，不仅收寄本国侨民的信件，还收寄中国人交寄的中国国内互寄信件，定时派信差收取信箱，投递邮件。